# Miomantis equalis
Miomantis equalis es una especie de mantis de la familia Mantidae.

## Distribución geográfica
Se encuentra en Tanzania y Zululand (Sudáfrica).